# Сапко, Игорь Вячеславович
И́горь Вячесла́вович Сапко́ (род. 13 июля 1966, Соликамск) — российский политик, глава города Перми и председатель Пермской городской думы с 26 декабря 2010 по 23 сентября 2016 года, председатель Пермской городской думы (2003—2006). Депутат Государственной думы РФ VII созыва, первый заместитель председателя Комитета Государственной Думы по федеративному устройству и вопросам местного самоуправления, член фракции «Единая Россия».

## Биография

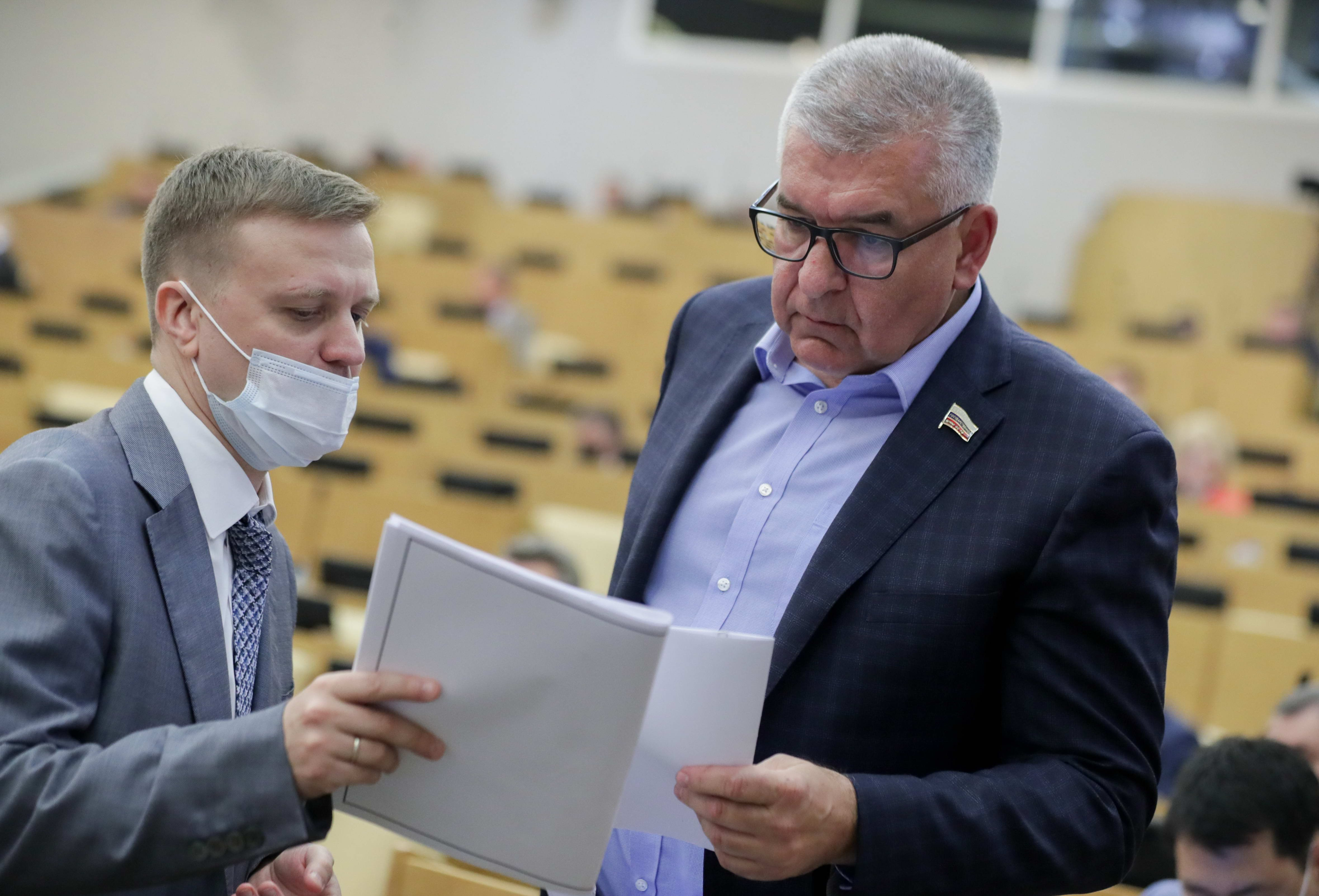
Алексей Диденко и Игорь Сапко на пленарном заседании в Госдуме, 2021 год

В 1993 году окончил Пермский государственный университет, исторический факультет, работал в школе № 125 преподавателем истории.
В 1996 году избран депутатом Пермской городской думы II созыва.
В 1997 году занял пост заместителя председателя Думы. С того же года — председатель попечительского Совета Пермского общественного благотворительного фонда «Город». Выпускник Московской школы политических исследований.
В 1995—1998 годах — заместитель председателя регионального отделения партии «Демократический выбор России».
В 2000 г. переизбран депутатом Пермской городской думы III созыва по округу № 6 и вновь занял пост заместителя Председателя Думы.
В 2003—2006 годах председатель Пермской городской думы
В марте 2006 г. вновь избран депутатом Пермской городской думы IV созыва, где занял пост первого заместителя председателя думы.
С 2010—2016 годах Глава города Перми — председатель Пермской городской думы.
В марте 2011 г. вновь избран депутатом Пермской городской думы V созыва, назначен главой города Перми. В первые годы своей работы на должности Главы города, восстановил пермскую школу баскетбола и организовал велодорожки в разных частях города.
В 2016 году победитель предварительного голосования ВПП «Единой России», 18 сентября избран по партийному списку депутатом Государственной Думы по Пермскому краю и Республике Удмуртия.
С 2016 по 2019 год, в течение исполнения полномочий депутата Государственной Думы VII созыва, выступил соавтором 128 законодательных инициатив и поправок к проектам федеральных законов.
В 2021 году не переизбрался в ГосДуму.
В настоящее время — уполномоченный по правам человека в Пермском крае.

### Семья
Женат, имеет двух дочерей — Дарью и Елизавету. Супруга Ольга Владимировна Сапко — директор пермского лицея № 4, председатель общественного фонда «Берегиня», работала заместителем министра территориального развития Пермского края, имеет классный чин государственного советника Российской Федерации 2 класса.

## Награды
- Благодарственное письмо губернатора Пермского края (распоряжение губернатора Пермского края от 20.03.2008 № 70-рк)[8],
- Благодарственное письмо председателя Законодательного Собрания Пермского края (распоряжение председателя Законодательного Собрания от 19.05.2011 № 67-р),
- Благодарственное письмо председателя Правительства Пермского края (распоряжение председателя Правительства Пермского края от 22.11.2011 № 173-рп),
- Благодарственное письмо Председателя Государственной Думы РФ за большой вклад в Законотворческую деятельность и развитие Парламентаризма в Российской Федерации (2019),
- Благодарственное письмо Президента Российской Федерации (2012),
- Благодарственное письмо председателя Совета муниципальных образований Пермского края (2012),
- Почетная грамота Правительства Пермского края (распоряжение председателя Правительства Пермского края от 25.10.2013 № 255-рп),
- Благодарность комитета Совета Федерации по федеративному устройству, региональной политике, местному самоуправлению и делам Севера (2014),
- Памятный знак «Герб Пермского края» I степени (распоряжение губернатора Пермского края от 23.04.2014 № 82-р)[9],
- Благодарность Председателя Союза муниципальных контрольно-счетных органов (распоряжение председателя Союза муниципальных контрольно-счетных органов от 28.05.2014 № 47),
- Благодарственное письмо Парламента Чеченской республики (распоряжение председателя Парламента Чеченской республики от 09.10.2014 № 657-н)
- Благодарность Полномочного представителя Президента Российской Федерации в приволжском федеральном округе (декабрь 2015)
- Почетный знак Законодательного Собрания Пермского края «За заслуги в развитии законодательства» (2016)
- Почетная грамота Общероссийского конгресса муниципальных образований (апрель 2019)
- Благодарность за активную работу в период весенней сессии 2018 и существенный вклад в развитие Законодательства Российской Федерации (июль 2018)